# Akcja Główki
Akcja Główki („Aktion Köpfchen“) war der polnische Deckname für geplante Anschläge auf führende Nationalsozialisten im besetzten Warschau. Er ist eine sardonische Anspielung auf das Symbol der SS-Totenkopfverbände.

## Hintergrund

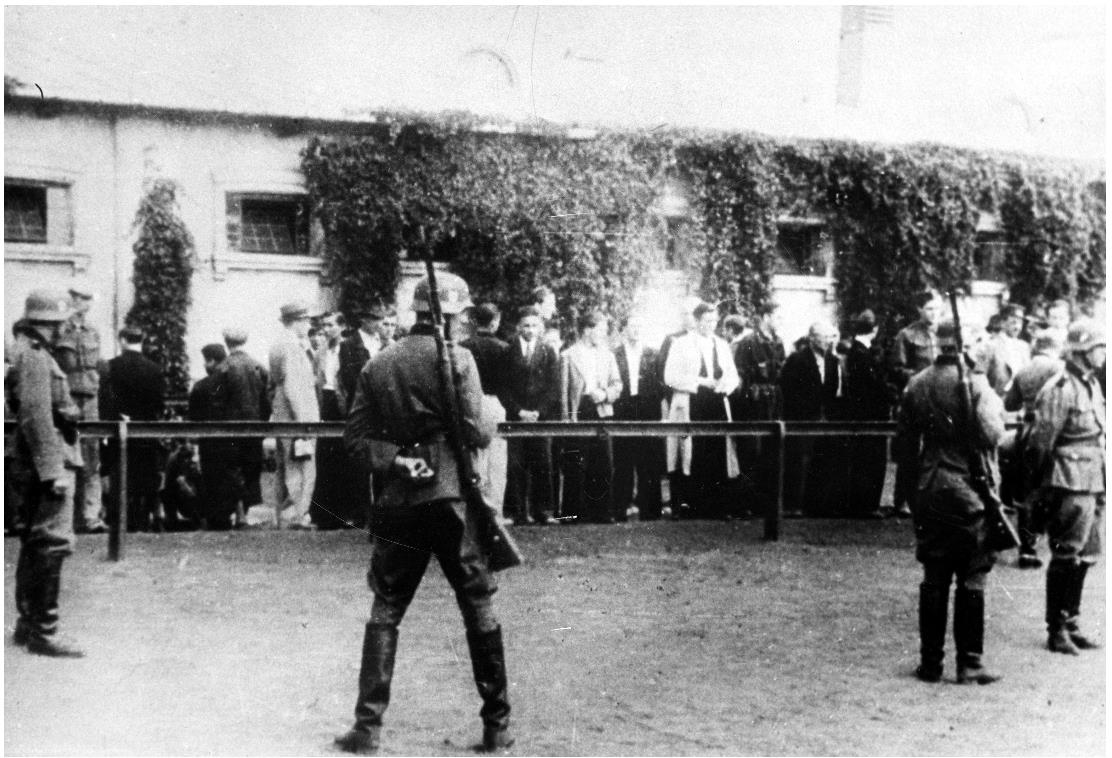
„Łapanka“ in Warschau (1942)

Im Distrikt Warschau und in anderen Städten Polens wurde die nicht-jüdische Bevölkerung von Polizei- und SS-Einheiten in Straßenrazzien zusammengetrieben, entführt und ermordet. Solchen „Łapankas“ fielen von 1942 bis 1944 in Warschau täglich 400 polnische Zivilisten zum Opfer. Zehntausende wurden in Massenexekutionen umgebracht, 37.000 allein im Pawiak, dem (Männer-)Gefängnis der Geheimen Staatspolizei, Tausende andere in den Ruinen des Warschauer Ghettos. Üblich waren öffentliche Hinrichtungen von zuvor verhafteten Widerständlern und Unterstützern von Partisanentätigkeit. Täglich erschienen Listen mit den Namen von Polen, die im Falle eines Anschlags auf Deutsche hingerichtet würden. Auf diesen Terror antwortete die Polnische Heimatarmee mit der Akcja Główki. Ihre Anschläge galten Angehörigen der zivilen und militärischen Verwaltung, von Polizei, Gestapo, SS und SA, die von einem Sondergericht (Polen) wegen Verbrechen gegen polnische Zivilisten und Partisanen die zum Tode verurteilt worden waren. Wegen der Beteiligung der Polizei an der Besatzung in Polen ermordeten Partisanen der  Heimatarmee 1943 und 1944 jeweils 361 und 584 Polizisten. Allein in Warschau wurden täglich zehn Deutsche getötet. Von August bis Dezember 1942 führte die Heimatarmee 87 Attentate auf die deutsche Verwaltung und Mitglieder des Besatzungsapparates aus. In den ersten vier Monaten des Jahres 1943 waren es 514.

## Anschläge (1943–1944)

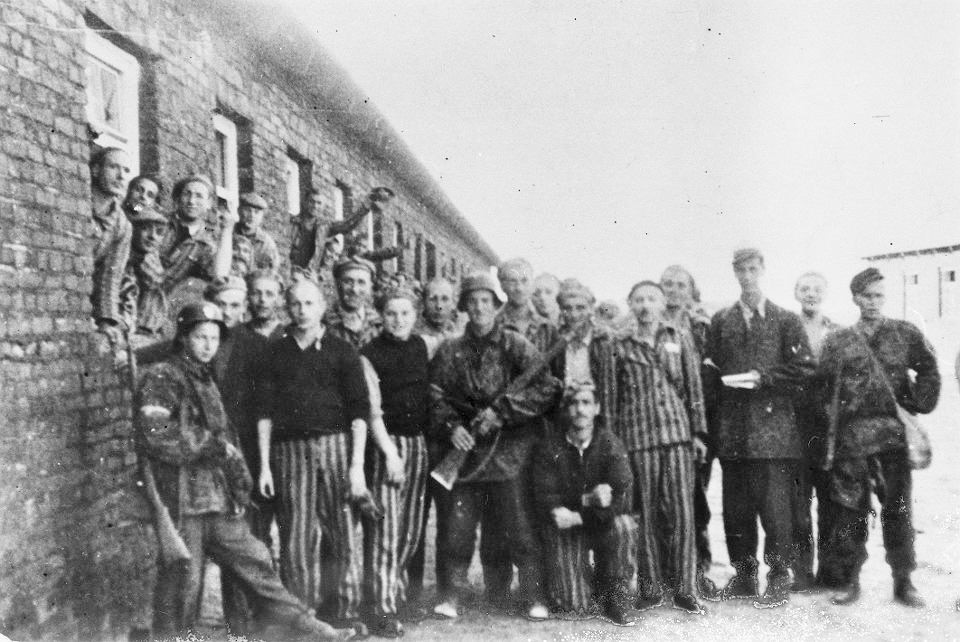
Gesiowka (5. August 1944)

- Anton Hergel, Beauftragter für Presse und Verlage im Generalgouvernement, 1943 bei zwei Anschlägen verwundet[1]
- Franz Bürkl, SS-Oberscharführer, Gestapo-Mitarbeiter, Kommandant des Pawiak, getötet am 7. September 1943[1]
- August Kretschmann, SS-Hauptscharführer, Kommandant des Gęsiówka, getötet am 24. September 1943[1]
- Stephan Klein, SS-Scharführer, Gefängnisverwaltung des Pawiak, getötet 1943 durch den Kedyw
- Herbert Schultz, SS-Obersturmführer, getötet am 6. Mai 1943
- Ewald Lange, SS-Rottenführer, Gestapo, getötet am 22. Mai 1943 durch die Szare Szeregi
- Franz Kutschera, SS- und Polizeiführer, getötet am 1. Februar 1944
- Ernst Wefels, SS-Sturmmann, Frauengefängnis „Serbia“, getötet am 1. Oktober 1943[4][5]
- Ludwig Fischer, Gouverneur des Distrikts Warschau, überlebte 1944 einen Anschlag, wurde 1947 in Polen gehenkt
- Albrecht Eitner, Generaltreuhänder des jüdischen Vermögens, wahrscheinlich Abwehr-Offizier unter Admiral Canaris, erschossen am 1. Februar 1944
- Willi Lübbert, Arbeitsamt, organisierte Łapankas, getötet am 1. Februar 1944
- Wilhelm Koppe, SS- und Polizeiführer, SS-Obergruppenführer, verwundet in der Aktion Koppe am 11. Juli 1944 in Krakau
- Ernst Dürrfeld, überlebte Anschlag am 12. Juli 1944 und entkam
- Willy Leitgeber, in der Kriminalpolizei zuständig für den Kampf gegen den Polnischen Untergrund, verwundet beim ersten, getötet beim zweiten Anschlag[6]
- Michajło Pohołowko, ukrainischer Kollaborateur, getötet am 31. März 1944
- Walter Stamm, Gestapo, entkam dem Anschlag am 5. Mai 1944
- Eugen Bollodino, Arbeitsamt, organisierte Łapankas, getötet 1944
- Karl Freudenthal, Kreishauptmann von Garwolin (Landgemeinde), verantwortlich für die Ermordung von Juden und Polen und für die Deportation der Juden in das Warschauer Ghetto, getötet am 5. Juli 1944